# 중국 인민 항일 전쟁 및 세계 반파시즘 전쟁 승리 70주년 기념 대회
중국 인민 항일 전쟁 및 세계 반파시즘 전쟁 승리 70주년 기념 대회(중국어 간체자: 纪念中国人民抗日战争暨世界反法西斯战争胜利70周年阅兵式, 정체자: 紀念中國人民抗日戰爭暨世界反法西斯戰爭勝利70週年閱兵式, 병음: jì niàn zhōng guó rén mín kàng rì zhàn zhēng jì shì jiè fǎn fǎ xī sī zhàn zhēng shèng lì 70zhōu nián yuè bīng shì)는 2015년 9월 3일에 중일 전쟁 및 제2차 세계 대전에서 중국의 승리를 기념하여 베이징의 톈안먼 광장에서 개최 된 대규모 열병식이다. 시진핑이 2012년 11월 중국공산당 제8차 전국 대표 대회에서 중국공산당 중앙위원회 총서기와 중국 공산당 중앙 군사위원회 주석에 취임한 이후 첫 번째 대규모 행사이다.
이 열병식은 중화인민공화국의 건국 이후 15번째 대규모 열병식이다. 지금까지 모든 열병식은 중화인민공화국의 건국을 기념하는 국경절 전후로 행해졌지만, 이번 열병식은 처음으로 국경절 이외 시기에 개최되었으며, 항일 전쟁과 제2차 세계 대전의 두 전쟁의 승리를 기념하는 행사가 되었다.